# اوکامونته
اوکامونته (انگلیسی: Ocamonte) نام یک منطقه مسکونی در کلمبیا است.